# (6063) Ясон
(6063) Ясон (др.-греч. Ἰάσων) — околоземный астероид из группы аполлонов, который характеризуется крайне вытянутой орбитой, из-за чего, в процессе своего движения вокруг Солнца, он пересекает помимо земной орбиты ещё и орбиты двух соседних планет: Венеры и Марса. Астероид был открыт 27 мая 1984 года американскими астрономами Кэролин и Юджином Шумейкерами в Паломарской обсерватории и назван в честь Ясона, героя древнегреческой мифологии.

Орбита астероида Ясон и его положение в Солнечной системе

По расчётам астрономов в период с 1800 по 2200 год ожидается 69 проходов этого астероида рядом с Землёй на расстоянии менее 30 млн км.